# Ляжги
Ляжги (ингуш. Лаьжге)— село в Джейрахском районе Ингушетии. Является административным центром сельского поселения Ляжги.

## География
Расположено на берегу реки Армхи, к юго-востоку от районного центра Джейрах.
Ближайшие населённые пункты: на северо-востоке — село Гули, на северо-западе — село Бейни, на юго-востоке — село Ольгети, на востоке — село Армхи.

## Население
| 1926 | 2006 | 2007 | 2008 | 2009 | 2010 | 2011 |
| ---- | ---- | ---- | ---- | ---- | ---- | ---- |
| 24   | ↗128 | ↗130 | ↗133 | ↗135 | ↗252 | ↘211 |
| 2012 | 2013 | 2015 | 2016 | 2019 | 2024 |      |
| ↗233 | ↗248 | ↗263 | ↗275 | ↗296 | ↗363 |      |

Национальный состав
По данным Всероссийской переписи населения 2010 года:
| Национальность | Численность (чел.) | Процентное соотношение |
| -------------- | ------------------ | ---------------------- |
| Ингуши         | 249                | 98,81%                 |
| Не указавшие   | 3                  | 1,19%                  |
| Всего          | 252                | 100,00%                |

## Образование
- Ляжгинская муниципальная начальная общеобразовательная школа[10].